# Entierro

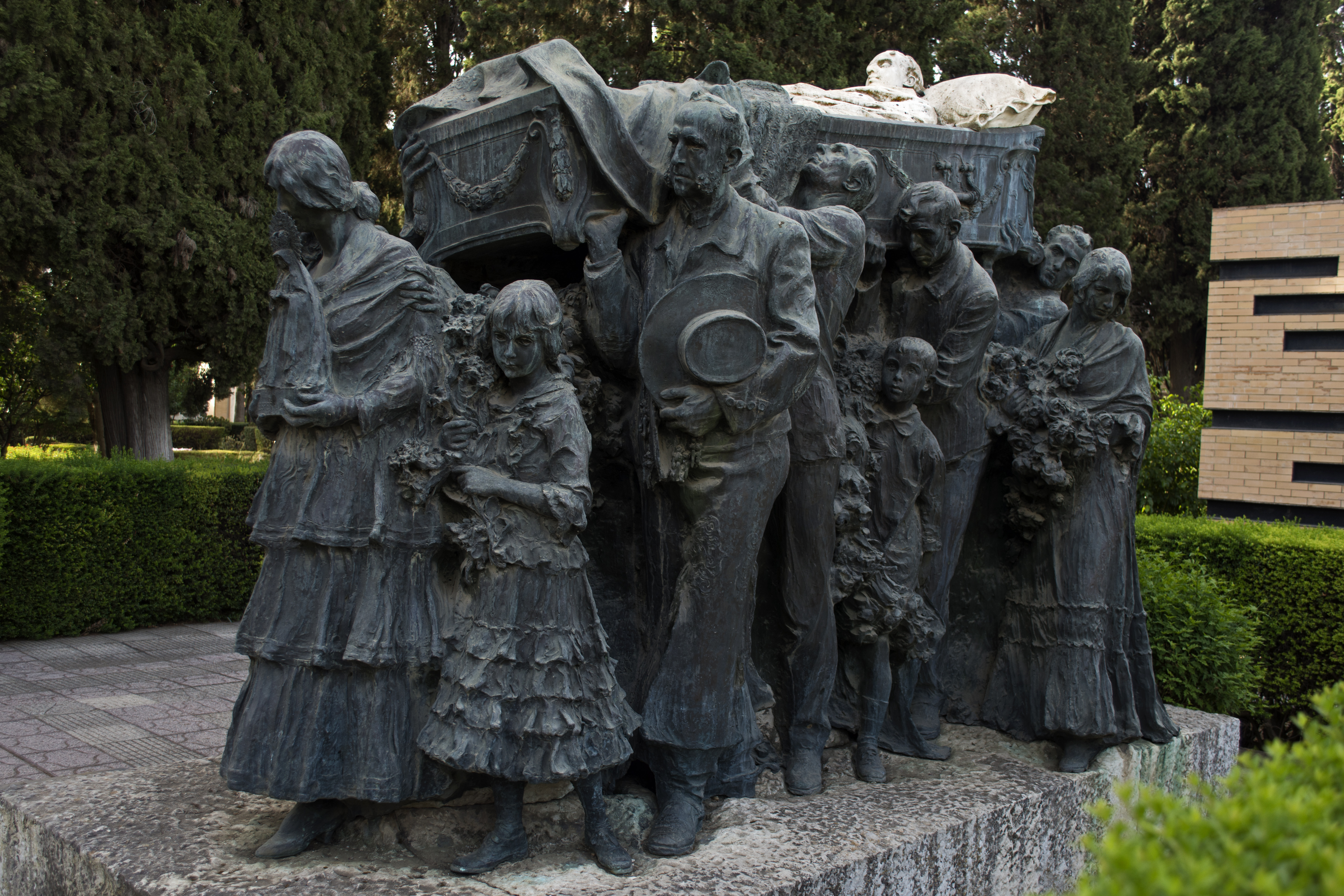
Escultura Entierro de Joselito “El Gallo”, obra de Mariano Benlliure, dedicada en Sevilla al matador español.

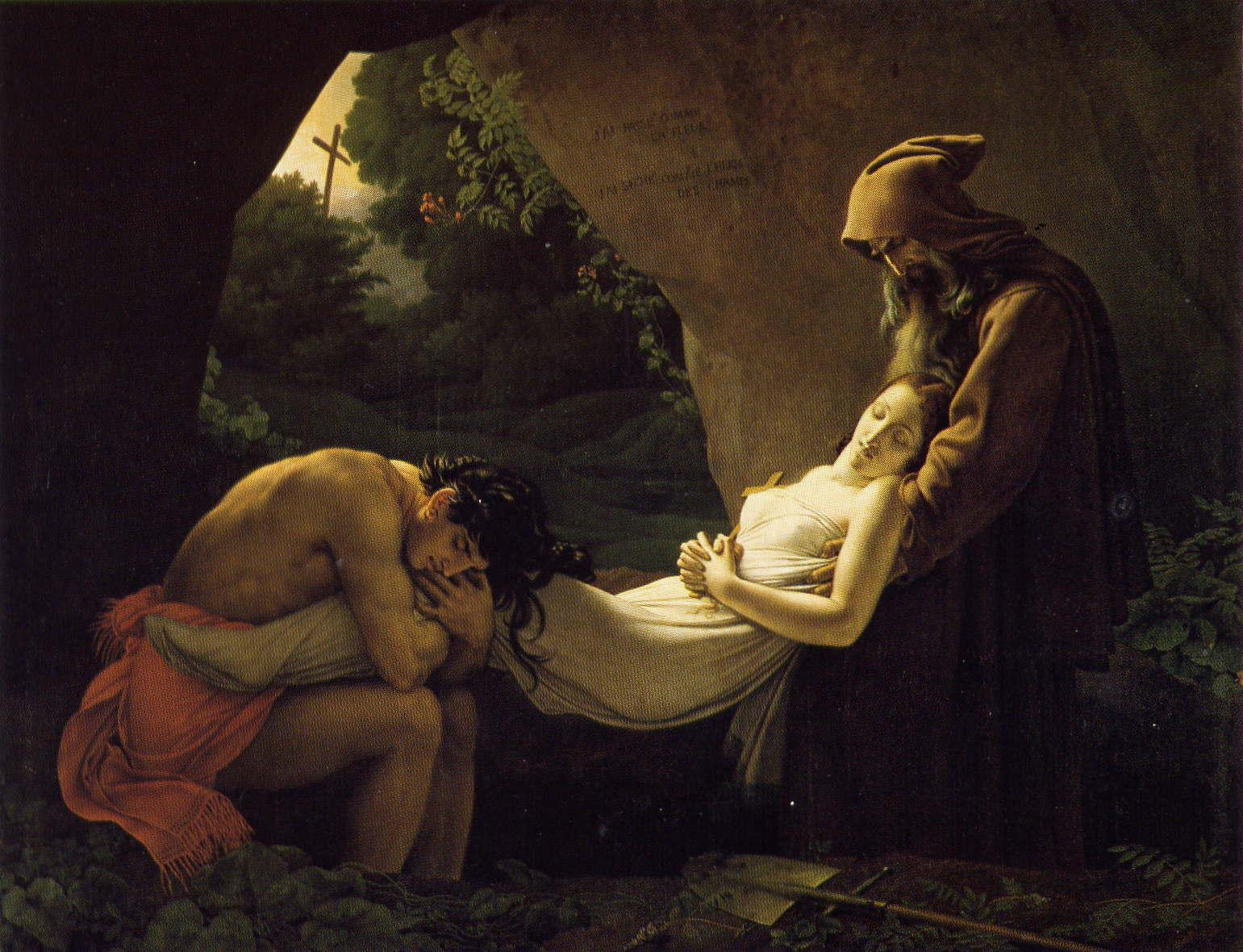
Anne-Louis Girodet de Roussy-Trioson El entierro de Atala (1808), Museo del Louvre.

Un entierro, inhumación, exequias o sepelio,  es el conjunto de ceremonias y actos que, tras el fallecimiento de una persona, acompañan al proceso de transportar, enterrar, dar sepultura –o inhumar–, e incluso incinerar (cremar) el cadáver.
La naturaleza y la composición de los ritos funerarios –o de duelo– del entierro varían según la época, la cultura, la posición social del difunto y las creencias religiosas de la sociedad a las que pertenece la persona fallecida. Asociados al entierro, como un conjunto total, aparecen otros capítulos ceremoniales o luctuosos, como el embalsamamiento y el velatorio, antes del traslado del cadáver hasta su sepultura o su centro de cremación.

## Evolución histórica

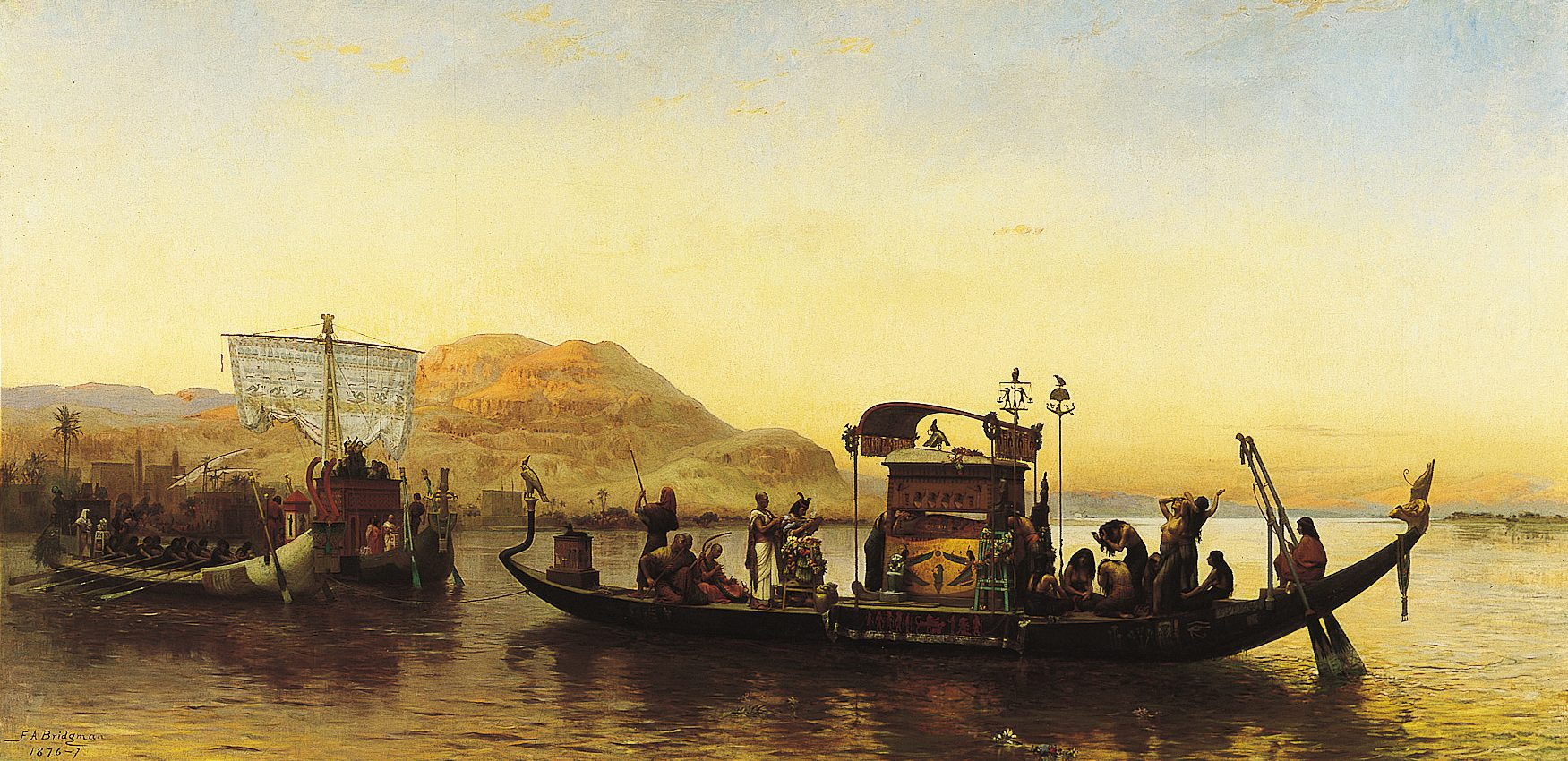
Entierro cruzando el río Nilo, pintado por Frederick Arthur Bridgman, hacia 1870

Los rituales de despedida del difunto han ido variando y diferenciándose en función de las creencias religiosas, el clima, la geografía y el rango social. El enterramiento, asociado siempre al culto de los antepasados y a las creencias en la otra vida, puede considerarse como uno de los principales elementos de estudio claves en la evolución cultural de la raza humana, y una fuente importante de motivos iconográficos relacionados con la muerte.

### Prehistoria
Resulta esclarecedora la rica cultura que rodea a los enterramientos en estadios anteriores al Neolítico y por tanto anteriores a la práctica del cultivo. Un simbolismo casi universal –determinado por principios como la Tierra como madre fecunda y las nociones de renacimiento y ‘postvida’– favorece la idea de que todos aquellos cuyos restos sean entregados a la tierra podrán recibir de ella una nueva experiencia vital, como un elemento más del ciclo agrario.

#### Paleolítico
El pre neandertal de Atapuerca podría ser el primer homínido en practicar, en el Paleolítico medio, ceremonias mortuorias. Las primeras sepulturas podrían ser las realizadas por el hombre de Neanderthal desde hace unos 100 000 años, por ejemplo: Shanidar de entre 60 000 y 80 000 años; La Chapelle-aux-Saints de unos 60 000 años; o Le Moustier de entre 56 y 40 000 años.

#### Neolítico
Dos pozos neolíticos llenos de cráneos (27 en el primero, 6 en el segundo, 9 mujeres, 20 niños y sólo 4 hombres) de las grutas de Ofnet, en Nördlingen (Baviera). Estos pozos están ricamente decorados y contienen ofrendas y herramientas. El hecho de que todos los cráneos estén orientados hacia el oeste elimina cualquier duda sobre el significado de este lugar. La baja proporción de cráneos masculinos ha permitido avanzar la hipótesis de una masacre por una tribu rival cuando los hombres estaban, probablemente, en una partida de caza.

### Mundo antiguo
- En el primitivo Egipto de los faraones, tras la muerte de una persona, una junta o tribunal público decidía si la respetabilidad del muerto merecía un entierro especial o debía ser enterrado en una fosa (el «tártaro»); así, aquel que moría dejando deudas, no era digno de exequias.[5]
- El rito fúnebre hinduista más común consiste en una ceremonia con ofrenda de elementos llamada antiesti,[9] previa a la cremación del difunto y la posterior entrega de las cenizas a algún río sagrado.
- Entre los judíos, los entierros podían durar siete días, llegando a los treinta días cuando se trataba de príncipes o reyes. Durante este tiempo, y entre los practicantes más estrictos, los parientes debían ayunar, ir con la cabeza descubierta y descalzos, y dormir sobre la ceniza revestidos de cilicios. Por lo general, los cadáveres eran enterrados.[10]
- En la antigua Atenas, el cuerpo del difunto, lavado y perfumado, era expuesto en el vestíbulo de su casa y se procedía a su entierro con gran solemnidad, formando parte de la comitiva tocadores de flauta, los hijos, las mujeres lanzando agudos gritos y mesándose los cabellos, los parientes y los amigos. El cadáver era quemado e inhumado, se pronunciaba el elogio del difunto si era personaje importante o tuvo una muerte heroica, y se terminaban las ceremonias con un banquete.[11]
- En Roma, y entre las clases privilegiadas, después de que el agonizante diera su último suspiro se le quitaba la sortija, se le cerraban los ojos y la boca y se le llamaba tres veces por su nombre. El cuerpo lavado, perfumado y revestido con los mejores trajes, permanecía expuesto muchos días en el vestíbulo de la casa mortuoria. En los primeros tiempos de la república, el entierro se verificaba siempre de noche. Iba a la cabeza de la comitiva un maestro de ceremonias seguido de lictores vestidos de negro. Seguían a continuación los músicos, las plañideras o llorones (praficae) con lacrimatorios de barro o de vidrio, los arquimimos que representaban con gestos las principales acciones de la vida del difunto, los esclavos libertos, los retratos de los antepasados y las insignias. El cuerpo era llevado en una litera (féretrum) por portantes especiales o bien por la familia o elevados personajes, y seguían detrás los parientes cubiertos con velos y exhalando gritos lastimeros. Se pronunciaba el elogio del difunto en el foro si era personaje notable y en seguida era llevado el cadáver a la pira, encendida siempre extramuros. Se recogían las cenizas en una urna y eran colocadas en el sepulcro de la familia (columbarium). El entierro iba seguido de banquetes (silicernia) y a veces, de juegos fúnebres.

Los cuerpos de los pobres eran conducidos en un féretro común (sandápila) e inhumados sin ninguna ceremonia. Sin embargo, las personas modestas habían constituido «colegios funerarios» para asegurar a cada uno de sus asociados una sepultura decorosa y oraciones fúnebres.

## Ritos de inhumación
La inhumación (del latín «inhumāre», procedente de «humus», tierra) es el término técnico que define la acción de enterrar un cadáver. De entre los numerosos y variados ritos o ceremonias que rodean este proceso en las diferentes culturas humanas, y en atención al peso cuantitativo de algunas religiones en la vida y las sociedades, cabría describir de forma somera algunos ritos de inhumación en el ámbito del cristianismo, el islam y el judaísmo.
Existen sustanciales diferencias rituales entre las iglesias cristianas, sean ortodoxas, católicas y otras confesiones afines. En el caso de la Iglesia católica se practica de forma tradicional el enterramiento (o inhumación), y desde 1963 se autoriza la incineración. El rito cristiano, tras el sacramento de la extremaunción y el velatorio después del deceso, se materializa en el cortejo fúnebre y entierro del difunto, y la posterior celebración de sus funerales. Si el cuerpo es incinerado, el rito católico, en general, recomienda que la urna con las cenizas del muerto, sea depositada en un lugar de acogida definitivo.
La religión islámica no acepta la incineración del cadáver ni el uso de bóvedas, mezquitas-tumbas, o tumbas monumentales, como tampoco el empleo de ataúdes ni de ajuar funerario. El entierro se limita –salvo en casos comparables a los funerales de estado en otras culturas– al traslado del cadáver amortajado hasta la tumba, considerada como una morada que protege el cadáver de agresiones externas.
Una descripción simplificada del ritual hebreo de la muerte explica que han de ser los familiares y amigos cercanos del difunto los encargados del cuerpo y su lavado («tahará»), así como de los preparativos para el entierro, la mortaja, el cajón y la documentación legal; el velatorio, el cortejo y la inhumación, proceso que ha de realizarse en el mismo día de la muerte, pero que puede demorarse en función de la duración de los funerales para honrar al fallecido, o por esperar la llegada de parientes cercanos que vienen de lugares distantes. El enterramiento final también podrá aplazarse por causa del «shabat», de un «iom tov», o por el traslado del cadáver la ‘Tierra de Israel’. También interesa relatar quizá que, como en las tradiciones funerarias islámicas, la mortaja es un signo de igualdad entre todos los seres humanos, y así mismo la ley judía prohíbe tanto los entierros en mausoleos como las cremaciones. Tras el enterramiento (inhumación), se cierra la ceremonia colocando una pequeña piedra o un puñado de tierra sobre la sepultura y, como en el rito islámico general, se despide al difunto con una breve oración.

## Entierro civil
Existen ritos funerarios sin creencias religiosas. En línea con la corriente ideológica del laicismo, las exequias laicas (o civiles) proliferan como alternativa al entierro religioso. Ayuntamientos como el de Vitoria ya lo ofrecen como uno más de sus servicios. Un modelo de entierro civil incluye unas palabras de bienvenida a los asistentes, una reflexión sobre la vida y la muerte, unas palabras sobre el difunto, la lectura de un poema y una despedida.

## Un poema de Antonio Machado
En 1907, Antonio Machado incluyó en su libro Soledades este poema titulado “En el entierro de un amigo”.

Tierra le dieron una tarde horrible
del mes de julio, bajo el sol de fuego.

  A un paso de la abierta sepultura,

había rosas de podridos pétalos,

entre geranios de áspera fragancia

y roja flor. El cielo

puro y azul. Corría

un aire fuerte y seco.

  De los gruesos cordeles suspendido,

pesadamente, descender hicieron

el ataúd al fondo de la fosa

los dos sepultureros...

  Y al reposar sonó con recio golpe,

solemne, en el silencio.

  Un golpe de ataúd en tierra es algo

perfectamente serio.

  Sobre la negra caja se rompían

los pesados terrones polvorientos...

  El aire se llevaba

de la honda fosa el blanquecino aliento.

  —Y tú, sin sombra ya, duerme y reposa,

larga paz a tus huesos...

  Definitivamente,

duerme un sueño tranquilo y verdadero.
Antonio Machado (1907)

## En el folclore tradicional

Entierro de la Sardina, visto por Goya hacia 1812-14 (Real Academia de Bellas Artes de San Fernando).

De entre el conjunto de falsos entierros o simulacros de esta ceremonia, puede destacarse en el folclore español el entierro de la Sardina, rito o festejo de aire profano celebrado el ‘miércoles de ceniza’, último día del Carnaval. Algunos estudios proponen su origen en el episodio ocurrido en el Madrid de Carlos III de España, cuando el rey ordenó enterrar todo un cargamento de sardinas llegadas a la Villa en tan mal estado que se hizo indispensable la medida sanitaria. Los estudiosos subrayan el carácter contradictorio de la fiesta popular que precisamente el día que acaba el ayuno, entierra una sardina; y proponen que se trata de un acto simbólico con el que «se entierra precisamente lo que se odia de la Cuaresma».

## Ritos y supersticiones
En la tradición española, el entierro propiamente dicho comienza con la ceremonia de sacar el féretro de la casa del difunto, cuidando de que el difunto “salga con los pies por delante”, como recomiendan dichos, sentencias y refranes. La tradición dictaba que el féretro debía ser llevado exclusivamente por los hombres de la familia o muy allegados al difunto (llegando a ocurrir que si eran desconocidos quien lo hacían las mujeres y vecinas de la familia les sometían a todo tipo de insultos, desde la puerta o ventanas de la casa del muerto, pues hasta el siglo xx era preceptivo que, salvo las plañideras profesionales, el sexo femenino no acompañaran de facto al difunto hasta el lugar de su sepultura, aunque sí pudieran estar apostadas a lo largo de la carrera seguida por el féretro y su comitiva. Ese recorrido, como antes el velatorio, debía gozar de la presencia de las mencionadas lloronas (pues «las lágrimas aportan la sal necesaria en el tránsito a la otra vida»), quedando asociada la cantidad y el desgarro de su llanto a la categoría social y el rango del muerto. También debían acompañar al muerto en su último viaje las flores (los tradicionales ramos y coronas de difuntos), como símbolo del amor.
Entre las supersticiones de origen religioso está la de evitar celebrar el entierro los viernes. Otra superstición muy popular, aunque prácticamente desaparecida en el siglo xxi, era que cruzarse con un entierro era signo o señal de mal augurio, lo que obligaba a descubrirse la cabeza (quitarse el sombrero, gorra, etc.) para compensar el «fatum». Queda la anécdota de que el gran matador Rafael Gómez Ortega ‘el Gallo’ renunció a torear en varias ocasiones por haberse encontrado con un entierro cuando se desplazaba él hasta la plaza.

## Cortejos fúnebres en entierros históricos
|                                                                              |
| Recreación del entierro de Ramsés II, por William Blamire Young (hacia 1930) |

|                                                                        |
| Entierro de Emilio Castelar a su paso por la Puerta del Sol de Madrid. |

|                                                             |
| Entierro civil de Caruso en Nápoles, el 2 de agosto de 1921 |

|                                                        |
| Entierro de Eva Perón en Buenos Aires en julio de 1952 |